# الجبهة الدينية المتحدة (تحالف سياسي)
الجبهة الدينية المتحدة ((بالعبرية: חזית דתית מאוחדת‏) "حزيت داتيت موحديت") كان تحالفًا سياسيًا للأحزاب الدينية الأربعة الرئيسية في إسرائيل، بالإضافة إلى اتحاد المستقلين الدينيين الذي تم تشكيله لخوض انتخابات 1949 .

## التاريخ
تم تشكيل الجبهة الدينية المتحدة كتحالف جميع الأطراف الرئيسية الأربعة الدينية (مزراحي، وهابوعيل هامزراحي ‏، وأغودات يسرائيل وبوعالي أغودات يسرائيل) فضلا عن اتحاد المستقلين الدينية، من أجل الترشح لانتخابات 1949، الأولى بعد إعلان الدولة.
حصلت القائمة في تلك الانتخابات على 16 مقعدًا مما مكنها من الحصول على ثالث أكبر عدد من مقاعد الكنيست، وشهد التخصيص المبدئي للمقاعد بين الأحزاب: هابوعيل هامزراحي على 7 مقاعد، وحصل مزراحي على 4 مقاعد، وبوعالي أغودات يسرائيل على 3 مقاعد، وأغودات يسرائيل على اثنين. وانضمت إلى حزب ماباي الذي كان يتزعمه ديفيد بن غوريون في تشكيل ائتلاف أول حكومة إسرائيلية، إلى جانب الحزب التقدمي والسفارديم والمجتمعات الشرقية وقائمة الناصرة الديمقراطية.
ومع ذلك، خلقت المجموعة مشاكل في الائتلاف الحاكم بسبب اختلاف موقفها من التعليم في معسكرات المهاجرين الجديدة ونظام التعليم الديني ، كما طالبوا بن غوريون بإغلاق وزارة الإمداد والتموين وتعيين رجل أعمال وزيراً للتجارة والصناعة، ونتيجة لذلك استقال بن غوريون في 15 أكتوبر 1950.
بعد حل الخلافات، شكل بن غوريون الحكومة الثانية في 1 نوفمبر 1950 ، مع احتفاظ الجبهة الدينية المتحدة بمكانتها في الائتلاف.
بعد الدعوة لإجراء انتخابات للكنيست الثاني عام 1951، تم حل التجمع في أحزابه الفردية التي خاضت الانتخابات بشكل منفصل.

## أعضاء الكنيست
| الكنيست (عدد الأعضاء) | أعضاء الكنيست |
| --------------------- | --- |
| 1 (1949–1951) (16)    | - أغودت يسرائيل: مئير ديفيد ليفينشتاين ‏، اسحق مئير ليفين - هابوعيل هامزراحي: موشيه أونا ‏، يوسف بورغ، إلياهو موشيه غانهوفسكي ‏، أهارون-يعقوب غرينبرغ ‏، زيراح فرهابتيغ، موشيه كيلمر ‏ (حل محله الياهو مازور من أغودات يسرائيل في 11 مارس 1949)، حاييم موشيه شابيرا، - مزراشي: يهودا لايب ميمون ومردخاي نوروك ‏ وديفيد تسفي بينكاس ‏ وأبراهام حاييم شاج ‏ - بوعالي أغودات يسرائيل: أبراهام يهودا غولدرات ، كالمان كاهانا ‏ ، بنيامين مينتز ‏ |

## وصلات خارجية
- تاريخ الحزب موقع الكنيست